# Grabówno
Grabówno – wieś w Polsce położona w województwie wielkopolskim, w powiecie pilskim, w gminie Miasteczko Krajeńskie. Przez miejscowość przebiega droga krajowa nr 10.

## Historia
W 1512 roku Grabówno należało do parafii w Brzostowie. W 1766 roku wieś zamieszkiwało 300 katolików oraz 138 ewangelików. W 1778 r. został wybudowany przez rodzinę Grabowskich dworek. Około 100 lat później znajdował się już w rękach Goltzów, którzy podobno wygrali go w karty. Potem zmieniał właścicieli. W 1782 roku istniała już parafia protestancka, a w 1857 roku wybudowano pierwszą niemiecką szkołę. W roku 1872 dworek kupił książę Chlodwig zu Hohenlohe-Schillingsfürst, cesarski ambasador w Paryżu, później kanclerz Rzeszy i premier Prus. Pod koniec XIX wieku wybudował on pałac. Wprawdzie nigdy w nim nie mieszkał, ale często przyjmował gości przychodzących na polowania. W sąsiadującym z pałacem dworku mieszkał zarządca majątku.
W dwudziestoleciu międzywojennym w pałacu znajdowała się siedziba nadleśnictwa. Okolica znana była z obfitych w zwierzynę i pięknych lasów. W dworku zaś mieszkała rodzina Neizmanów. Najbogatszym mieszkańcem wsi był Stefan Wełnicki, który zamieszkał w niej w 1909 roku i wybudował dom w centrum miejscowości. Stefan Wełnicki miał młyn, stację benzynową oraz wyszynk, w którym jak wspominają najstarsi mieszkańcy, często przesiadywał Michał Drzymała. Ten bohater narodowy ostatnie 10 lat swego życia spędził w Grabównie, zmarł w 1937 roku. Został pochowany w Miasteczku Krajeńskim. Dom, który otrzymał od rządu polskiego, został gruntownie przebudowany. Mieszka w nim jego prawnuk.
Od 1984 r. w pałacu znajduje się restauracja. Pałac wraz z parkiem są chronione jako zabytki.
Kościół w stylu neoromańskim został wybudowany we wsi w 1876. Nie znajduje się jednak w rejestrze zabytków Narodowego Instytutu Dziedzictwa. Kościół pierwotnie ewangelicki, po wojnie przejęli katolicy. Jednak dopiero 25 maja 1974 roku powstała przy nim nowa, rzymskokatolicka parafia św. Antoniego z Padwy, którą od początku opiekował się ksiądz Marian Grobelski. Aktualnie proboszczem jest ks. Wiesław Zieliński.
Wokół świątyni rosną okazałe kasztanowce, dęby, jesiony, które wraz z drzewami znajdującymi się w pobliżu, tworzyły niegdyś jeden kompleks parkowy.
W latach 1954–1957 wieś była siedzibą władz gromady Grabówno, po jej zniesieniu w gromadzie Miasteczko Krajeńskie. W latach 1975–1998 miejscowość administracyjnie należała do województwa pilskiego.
W miejscowości był przystanek kolei wąskotorowej Grabówno.

## Demografia
We wsi mieszka 510 osób (stan na 2011 rok), w tym 251 kobiet i 259 mężczyzn (współczynnik feminizacji wynosi 97). 63,9% mieszkańców jest w wieku produkcyjnym, a 36,1% w nieprodukcyjnym (20,8% w wieku przedprodukcyjnym oraz 15,3% w poprodukcyjnym).

## Sąsiednie miejscowości
- Brzostowo
- Solnówek
- Okaliniec
- Grabionna
- Mościska
- Wysoka mała
- Śmiłowo